# Kwala Silau Bestari
Kwala Silau Bestari is een bestuurslaag in het regentschap Tanjung Balai van de provincie Noord-Sumatra, Indonesië. Kwala Silau Bestari telt 2485 inwoners (volkstelling 2010).